# Bőszénfa
Bőszénfa là một thị trấn thuộc hạt Somogy, Hungary. Thị trấn này có diện tích 42,95 km², dân số năm 2010 là 581 người, mật độ 14 người/km².